# جيوليبرتارية

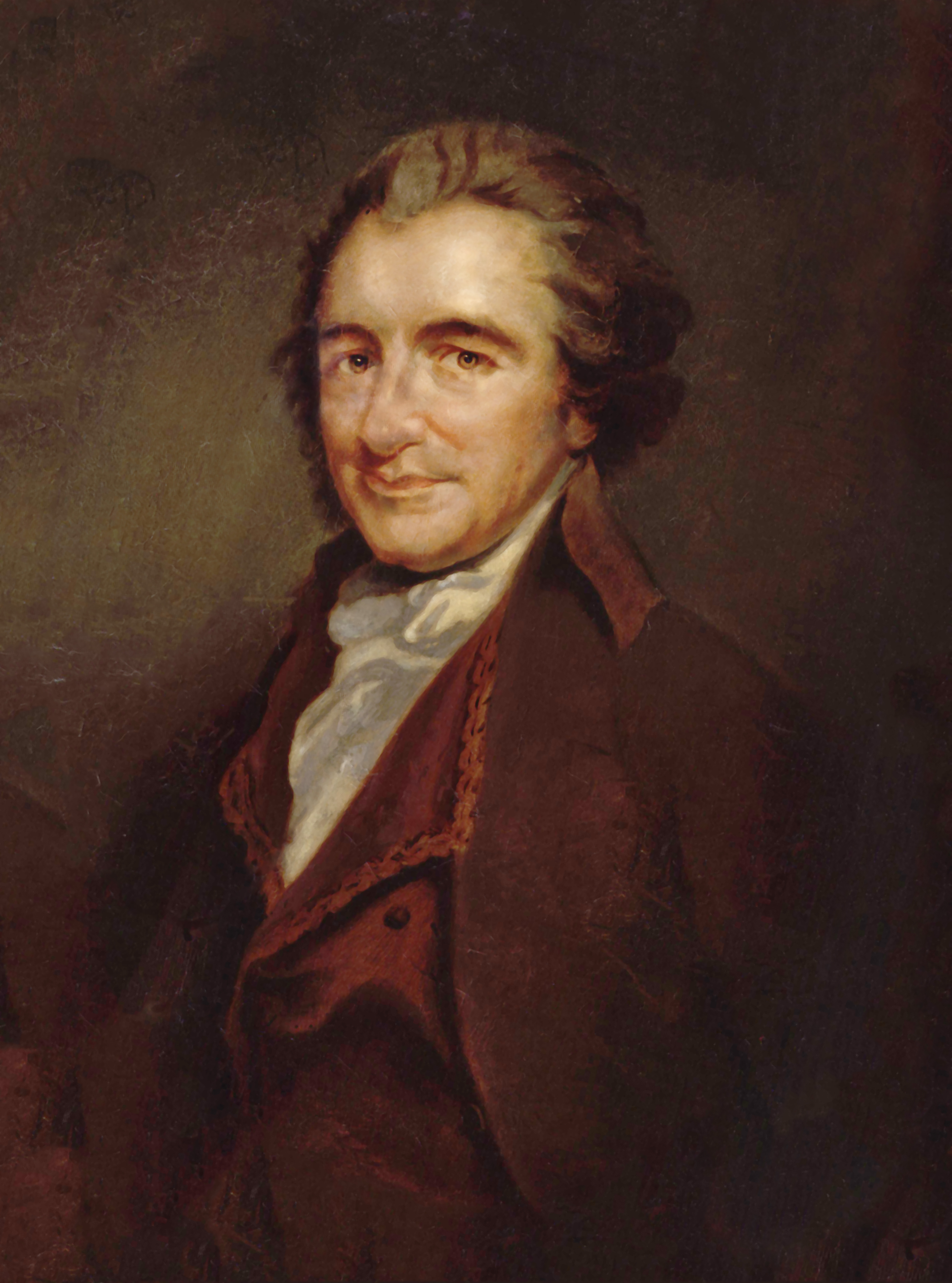
توماس بين

الجيوليبرتارية هي أيدولوجيا سياسية واقتصادية والتي تدمج الليبرتارية مع الجورجية. الجيوليبرتارية مرتبطة غالبا بالليبرتارية اليسارية أو الوسط الراديكالي.
يرى الجيوليبرتاريون أن المساحة الجغرافية والموارد الطبيعية الخام –أي أصول تُعتبر أرضا طبقا للتعريف الاقتصادي- هي سلع تنافسية والتي تُعتبر ملكية عامة أو بصورة أكثر دقة غير مملوكة، وبالتالي فإن لكل المواطنين حق متساو في الوصول إليها، وليس تخصيصها كليةً كرأس مال. لذلك فعلى مالكي الأراضي دفع تعويضات طبقا لقيمة الريع التي يحددها السوق الحر –في غياب أن تحسينات- للمجتمع في مقابل الحق المدني في الانتفاع (أي الملكية الحصرية بموجب القانون مع وجود قيود على اختراق الملكية) وإلا دفع مصروفات العنونة بدون وجود هذه القيود. في الحالة المثالية سيتم فرض الضرائب على الموقع فقط بعد تحديد أن الريع الاقتصادي المملوك شخصيا من الأرض يتخطى حصة مالك الأرض من قيمة الأرض الكلية في الصلاحية. طبقا لهذا الافتراض، فإن الريع يتم جمعه ليس لغرض الحيازة أو استخدام الأرض فحسب، لأنه لا المجتمع ولا الدولة يمتلكان المشاع حقا، ولكن كتعويضات مقيّمة موضوعيا طبقا للحقوق القانونية لاستثناء الآخرين من هذه الأرض. يدعم بعض الجيوليبرتاريون أيضا ضرائب بيجوفيان على التلوث وضرائب التقسيم لتنظيم استنفاذ الموارد الطبيعية والمصاريف التعويضية مع إضافة التأثيرات الإيجابية على البيئة على النشاطات التي تؤثر سلبيا على قيمة الأرض. يؤيد الجيوليبرتاريون أيضا النظرة الليبرتارية اليمينية بأن كل مواطن مخوّل لثمار عمله كملكية خاصة حصرية في مقابل السلع المنتَجة والتي يمتلكها المجتمع ككل أو الحكومة والتي تعمل كممثل للمجتمع، وأن عمل الفرد وأتعابه وإنتاج عمله لا يجب أن تُفرض الضرائب عليها. مع غير الجيورجيين في الحركة الليبرتارية، يؤيد الجيوليبرتاريون أيضا قانون الحرية المتكافئة حيث يدعون إلى «حقوق مدنية كاملة بلا جرائم إلا إذا كان هناك ضحايا تم الاعتداء عليهم».
تأثر الجيوليبرتاريون عموما بحركة الضرائب الأحادية الجورجية في آخر القرن التاسع عشر وأول القرن العشرين، ولكن الفكرة نفسها تسبق هنري جورج ويمكن العثور عليها في صور متعددة لكتابات جون لوك، وجماعة الحفارين الإنجليزيين مثل جيرارد ونستنلاي، والفيزيوقراطيين الفرنسيين (خاصة فرنسوا كيناي وآن روبير جاك تيرجو)، وآدم سميث، ودافيد ريكاردو، وجان بابتست ساي، وفردريك باستيا، وتوماس جيفرسون، وتوماس بين، وبنجامين تكر، وجون ستيوارت ميل، وهربرت سبنسر وتوماس سبينس. الليبرتاريون الآخرون الذين أظهروا الدعم لضرائب قيمة الأرض كتحسين إقطاعي هم جون هوبسترز وكارل هيس ومؤسس الحزب الليبرتاري الأمريكي ديفيد نولان.

## حق الملكية
كاستمرار لتقاليد الليبرالية الكلاسيكية، ادعى الجيوليبرتاريون أن الأرض هي عنصر إنتاج مستقل، أي أنها ورث مشاعيّ لكل البشر وأن حق الملكية الخاصة مشتق من حق الفرد في ثمار عمله أو عملها. ولكن لأن الأرض طبقا للتعريف الاقتصادي ليست نتاجا للعمل البشري، فلا يمكن تعليل تملكها بالرجوع إلى حقوق الإنسان الطبيعية. يعترف الجيوليبرتاريون بالحق المدني للفرد في تأمين الملكية الخاصة للأرض فقط في حالة ما إذا كان للأرض مستحقات للريع الاقتصادي، حيث يتم دفع كامل قيمتها الريعية للمجتمع المحروم من الانتفاع العام. يُعتقد أن النظام غير التشويهي للضرائب له تأثيرات إعادة القيمة التي تنتمي إلى كل أعضاء المجتمع وتشجيع مالكي الأراضي على استخدام ما يحتاجونه فقط من الأراضي، مما يترك أراض متاحة للآخرين لامتلاكها واستخدامها وتطويرها.
ربما أكثر الموجزات اختصارا لفلسفة الجيوليبرتارية هو شرح توماس بين في كتيب العدل الزراعي Agrarian Justice المنشور عام 1797 قائلا:
| جيوليبرتارية | لم يخلق البشر الأرض، بالتالي فإن الملكية الخاصة تكمن في قيمة التحسينات فقط وليس في الأرض ذاتها. بالتالي فإن كل مالك للأرض مدين للمجتمع بإيجار للأرض التي يملكها. | جيوليبرتارية |

على الجانب الآخر، كتب جون لوك أنه يجب أن نُثني على الامتلاك الشخصي للأراضي طالما لم نترك مواردها لتنضب وطالما كان هناك «أراض جيدة كافية للآخرين». عندما يتم خرق هذا الشرط، يصبح للأرض قيمة ريعية (إيجار). يجادل بعض الجيوليبرتاريون أن «أراض جيدة كافية» هي استحالة عملية في المدينة الحديثة لأن الموقع عامل محوري. هذا يدل على أنه في أي بيئة اجتماعية حضارية يتطلب شرط لوك تجميع ريع الأراضي والتوزيع المتساوي له. يرى بعض الجيوليبرتاريون أن التفسير الواضح لشرط لوك فيه خرق واضح للمعاهدة الثانية للحكومة بخصوص العدالة في الامتلاك الأولي للأراضي، واستبدالها برؤيا متناسبة أكثر من شرط لوك والذي يعتبر أن لوك يصف عملية خلق الملكية من الأرض من خلال تطبيق العمل.
يؤدي هذا التعريف الجامد للملكية الخاصة كأحد ثمار عمل الفرد إلى دعم الجيوليبرتاريين السوق الحر في البضائع الرئيسية والبضائع الاستهلاكية والخدمات بالإضافة إلى حماية حق العمال في جني كامل مستحقاتهم.

## مقترحات السياسة
يؤيد الجيوليبرتاريون عموما إعادة توزيع ريع الأراضي من المالكين إلى كل أعضاء المجتمع من خلال ضرائب قيمة الأرض كما اقترح هنري جورج وآخرون من قبله.
مثل الليبرتاريين، يطمح الجيوليبرتاريون إلى رؤية عوائد ملكية قيمة الأرض تغطي فقط النفقات الإدارية الضرورية والخدمات العامة الضرورية للكتلة الحاكمة من أجل تأمين وتعزيز حق الحياة والحرية وحماية الحقوق المدنية والتي تزيد من ريع الأراضي الإجمالي داخل الصلاحيات وبالتالي تخدم في تمويل نفسها، ومن ثم توزيع الفائض بالتساوي كحصة غير مشروطة لكل مواطن. من هنا فإن قيمة الأراضي تُعاد إلى المواطنين الذين ينتجونها والذين كانوا بموجب الحاجة العملية والامتيازات القانونية محرومين من الوصول المتساوي بينما يستفيد الفقراء من راتب أساسي غير مثقل بالبيروقراطية أو استطلاع الموارد المالية.